# Cabana de Coma Pedrosa
La Cabana de Coma Pedrosa è un bivacco alpino che si trova nella Parrocchia di La Massana a 2.213 m d'altezza.